# Jiří Joannides Frýdecký
Jiří Joannides Frýdecký, Jerzy Johanides Frydecki starszy (ur. ok. 1598, zm. ok. 1674) – luterański ksiądz i pisarz religijny tworzący w języku czeskim.
Działał na Morawach, Śląsku Cieszyńskim oraz na Słowacji.
Jest autorem modlitewnika Modlitby křesťanské (1654) i apokaliptyczno-apologetycznego dzieła o dwu odrębnych tekstach Dvojí spis (1667).